# غرل غون وايلد
غرل غون وايلد (Girl Gone Wild) هي أغنية الفنانة الأمريكية مادونا من ألبومها الاستديو الثاني عشر (MDNA (2012. شاركت في كتابة الأغنية مع بيني بيناسي، وابن عمه آلي بناسي (المعروفين معاً باسم Benassi Bros) ، وكاتب الأغاني جنسون فون، في حين أن Benassi Bros. شاركا في إنتاج الأغنية أيضا مع مادونا. كان فوغان قد عمل على الكلمات قبل إرسالها إلى مادونا، التي طورت العرض في النسخة النهائية من "Girl Gone Wild".